# Amulung
Amulung è una municipalità di quarta classe delle Filippine, situata nella Provincia di Cagayan, nella Regione della Valle di Cagayan.
Amulung è formata da 47 baranggay:
- Abolo
- Agguirit
- Alitungtung
- Annabuculan
- Annafatan
- Anquiray
- Babayuan
- Baccuit
- Bacring
- Baculud
- Balauini
- Bauan
- Bayabat
- Calamagui
- Calintaan
- Caratacat
- Casingsingan Norte
- Casingsingan Sur
- Catarauan
- Centro
- Concepcion
- Cordova
- Dadda
- Dafunganay

- Dugayung
- Estefania
- Gabut
- Gangauan
- Goran
- Jurisdiccion
- La Suerte
- Logung
- Magogod
- Manalo
- Marobbob
- Masical
- Monte Alegre
- Nabbialan
- Nagsabaran
- Nangalasauan
- Nanuccauan
- Pacac-Grande
- Pacac-Pequeño
- Palacu
- Palayag
- Tana
- Unag